# Revelling/Reckoning
Revelling/Reckoning è l'undicesimo album in studio della cantautrice statunitense Ani DiFranco, pubblicato nel 2001.

## Tracce

### Disco 1:Revelling
1. Ain't That the Way – 5:14
2. O.K. – 2:51
3. Garden of Simple – 3:54
4. Tamburitza Lingua – 5:07
5. Marrow – 5:19
6. Heartbreak Even – 3:36
7. Harvest – 1:04
8. Kazoointoit – 3:51
9. Whatall Is Nice – 4:36
10. What How When Where (Why Who) – 5:58
11. Fierce Flawless – 5:04
12. Rock Paper Scissors – 6:00
13. Beautiful Night – 6:25

### Disco 2:Reckoning
1. Your Next Bold Move – 5:47
2. This Box Contains... – 0:29
3. Reckoning – 6:02
4. So What – 5:03
5. Prison Prism – 1:34
6. Imagine That – 4:01
7. Flood Waters – 0:47
8. Grey – 5:22
9. Subdivision – 3:57
10. Old Old Song – 4:22
11. Sick of Me – 5:21
12. Don't Nobody Know – 1:17
13. School Night – 4:54
14. That Was My Love – 1:03
15. Revelling – 5:08
16. In Here – 4:16